# 清溪鄉 (鄰水縣)
清溪鄉，是四川省鄰水縣下轄的一個鄉鎮級行政單位。

## 沿革[1]
- 1953年4月24日，第三區(合流區)公所從牟家鄉划出7個村，增建清溪鄉人民政府。1956年1月16日，清溪鄉併入牟家鄉，清溪鄉人民政府撤銷。1953年4月至1956年1月，清溪鄉人民政府鄉長是梅述全。